# 周懿娴
周懿娴（1933年—2025年2月24日），天津人，中国女子篮球运动员、教练，第五届全国政协委员。北京市第十二女子中学53届校友。1999年被评为新中国篮球50杰。

## 家庭
周懿娴的父亲是北京大学教授、教育家周学章，母亲是周许淑文。